# Cornelis Snellinck
Pour les articles homonymes, voir Snellinck.
Cornelis Snellinck, mort en 1669 à Rotterdam, est un peintre néerlandais actif à Rotterdam.

## Biographie
Cornelis Snellinck naît entre 1595 et 1615 à Anvers ou à Rotterdam.
Il est probablement le fils de Jan Snellinck II et certainement le père de Jan Snellinck III. Il est crédité des paysages signés : S. Snellik. Ceux-ci sont dans le musée de Prague et la Galerie Liechtenstein à Vienne.
Il est actif à Rotterdam vers 1614 jusqu'en 1669, année de son décès.

## Œuvres
- Landschap met het inschepen der dieren in Noachs ark[3]